# Алексис Макалистер
Алексис Макалистер (шп. Alexis Mac Allister; Санта Роса, 24. децембар 1998) јесте аргентински фудбалер шкотског и ирског порекла који игра на месту везног играча. Наступа за енглески клуб Ливерпул и репрезентацију Аргентине.

## Биографија
Сениорску каријеру је започео у Аргентинос јуниорсу 2016. године. У првој сезони је с тим клубом био првак Друге лиге Аргентине. Придружио се Брајтону 2019. године премда је одмах послат на позајмицу назад у Јуниорс до краја сезоне. Током своје друге сезоне у Брајтону поново је послат на позајмицу, овога пута у Боку јуниорс. Следеће сезоне се вратио у Брајтон и ускоро је постао један од главних играча овог премијерлигашког клуба.
Макалистер је играо за репрезентацију Аргентине до 23 године и с њом је био победник Конмеболовог предолимпијског турнира 2020. Играо је и на Летњим олимпијским играма наредне године. Деби за сениорску репрезентацију Аргентине имао је 2019. Био је део екипе Аргентине која је освојила Финалисиму 2022, победивши Италију с резултатом 3 : 0. Такође је био члан тима Аргентине који је био првак Светског првенства 2022. Био је кључан играч Аргентине на том првенству а у финалу против Француске је асистирао Анхелу ди Марији код другог гола. Освојио је и Копа Америку 2024 године.

## Статистике

### У клубу
Ажурирано 13. новембра 2022.
| Клуб                           | Сезона    | Национално првенство | Национално првенство | Национално првенство | Национални куп | Национални куп | Лига куп | Лига куп | Континентално такмичење | Континентално такмичење | Укупно  | Укупно |
| Клуб                           | Сезона    | Лига                 | Наступи              | Голови               | Наступи        | Голови         | Наступи  | Голови   | Наступи                 | Голови                  | Наступи | Голови |
| ------------------------------ | --------- | -------------------- | -------------------- | -------------------- | -------------- | -------------- | -------- | -------- | ----------------------- | ----------------------- | ------- | ------ |
| Аргентинос јуниорс             | 2016/17.  | Друга лига Аргентине | 23                   | 3                    | 1              | 0              | —        | —        | —                       | —                       | 24      | 3      |
| Аргентинос јуниорс             | 2017/18.  | Прва лига Аргентине  | 24                   | 2                    | 1              | 1              | —        | —        | —                       | —                       | 25      | 3      |
| Аргентинос јуниорс             | 2018/19.  | Прва лига Аргентине  | 9                    | 3                    | 2              | 0              | —        | —        | 0                       | 0                       | 11      | 3      |
| Аргентинос јуниорс             | Укупно    | Укупно               | 56                   | 8                    | 4              | 1              | —        | —        | 0                       | 0                       | 60      | 9      |
| Брајтон и Хоув албион          | 2018/19.  | Премијер лига        | 0                    | 0                    | 0              | 0              | 0        | 0        | —                       | —                       | 0       | 0      |
| Брајтон и Хоув албион          | 2019/20.  | Премијер лига        | 9                    | 0                    | 0              | 0              | 0        | 0        | —                       | —                       | 9       | 0      |
| Брајтон и Хоув албион          | 2020/21.  | Премијер лига        | 21                   | 1                    | 3              | 0              | 3        | 2        | —                       | —                       | 27      | 3      |
| Брајтон и Хоув албион          | 2021/22.  | Премијер лига        | 33                   | 5                    | 1              | 0              | 2        | 0        | —                       | —                       | 36      | 5      |
| Брајтон и Хоув албион          | 2022/23.  | Премијер лига        | 14                   | 5                    | 0              | 0              | 0        | 0        | —                       | —                       | 14      | 5      |
| Брајтон и Хоув албион          | Укупно    | Укупно               | 77                   | 11                   | 4              | 0              | 5        | 2        | —                       | —                       | 86      | 13     |
| Аргентинос јуниорс (позајмица) | 2018/19.  | Прва лига Аргентине  | 10                   | 2                    | 2              | 0              | 5        | 1        | 2                       | 0                       | 19      | 3      |
| Бока јуниорс (позајмица)       | 2019/20.  | Прва лига Аргентине  | 13                   | 1                    | 1              | 0              | 0        | 0        | 6                       | 1                       | 20      | 2      |
| Свеукупно                      | Свеукупно | Свеукупно            | 155                  | 22                   | 11             | 1              | 10       | 3        | 8                       | 1                       | 184     | 27     |

1. ↑  Укључује Куп Аргентине и ФА куп.
2. ↑  Укључује Куп Суперлиге и Лига куп Енглеске.
3. ↑  Наступи у Купу Јужне Америке.
4. ↑  Наступи у Копа либертадоресу.

### У репрезентацији
Ажурирано 18. децембра 2022. 
| Репрезентација | Година | Наступи | Голови |
| -------------- | ------ | ------- | ------ |
| Аргентина      | 2019.  | 2       | 0      |
| Аргентина      | 2022.  | 12      | 1      |
| Укупно         | Укупно | 14      | 1      |

Ажурирано 18. децембра 2022.
Голови Аргентине су наведени на првом месту. Колона „гол” означава резултат на утакмици након Макалистеровог гола.
| Бр. гола | Бр. наступа | Датум              | Стадион                  | Противник | Гол   | Резултат | Такмичење               | Реф.  |
| -------- | ----------- | ------------------ | ------------------------ | --------- | ----- | -------- | ----------------------- | ----- |
| 1        | 10          | 30. новембар 2022. | Стадион 974, Доха, Катар | Пољска    | 1 : 0 | 2 : 0    | Светско првенство 2022. | [ 3 ] |

## Успеси
Аргентинос јуниорс
- Друга лига Аргентине: 2016/17.[2]

Бока јуниорс
- Прва лига Аргентине: 2019/20.[4]

Ливерпул
- Премијер лига: 2024/25.
- Лига куп Енглеске: 2023/24.[5]

Аргентина — олимпијски тим
- Конмеболов предолимпијски турнир: 2020.[6]

Аргентина
- Светско првенство: 2022.[7]
- Копа Америка: 2024.
- Куп шампиона Конмебол—Уефа: 2022.[8]